# Yūji Hashimoto
Yūji Hashimoto (jap. 橋本 雄二, Hashimoto Yūji; * 13. Mai 1970 in der Präfektur Ibaraki) ist ein ehemaliger japanischer Fußballspieler.

## Karriere
Hashimoto erlernte das Fußballspielen in der Schulmannschaft der Hitachi Technical High School und der Universitätsmannschaft der Tokai-Universität. Seinen ersten Vertrag unterschrieb er 1993 bei Gamba Osaka. Der Verein spielte in der höchsten Liga des Landes, der J1 League. Für den Verein absolvierte er 54 Erstligaspiele. 1997 wechselte er zum Zweitligisten Sagan Tosu. Für den Verein absolvierte er 48 Spiele. Ende 1998 beendete er seine Karriere als Fußballspieler.